# 蝶花楼馬楽 (3代目)
三代目 蝶花楼 馬楽（ちょうかろう ばらく、1864年9月2日（元治元年8月2日） - 1914年（大正3年）1月17日）は、落語家。本名∶本間 弥太郎。俗に「弥太っぺ馬楽」「狂馬楽」「気違い馬楽」。

## 経歴
芝の袋物商（またはセリ呉服）の本間要助の子として生まれる。若い時から放蕩に身を持ち崩して勘当される。止むなく博徒新場の子安の元で居候となる、このころから落語や講談の真似をしていた。
1886年ころ、一家の余興で演じた物真似が偶々居合せた三代目春風亭柳枝に見出され、噺家となる
最初の名が初代春風亭千枝。才能を認められわずか一年足らずで二ツ目昇進。仲の好かった兄弟子春風亭傳枝と組んで「モリョリョン踊り」という珍芸で売り出すが、飲む打つ買うの道楽が納まらず、賭博の現行犯で逮捕されることもたびたびあり、1か月の間懲役刑となる憂き目に合い、ついに師匠柳枝から破門される。
1897年ころ、一時桂市兵衛と名乗るが、翌1898年、三代目柳家小さん一門に移籍し、三代目蝶花楼馬楽襲名。しかし、襲名を巡って二代目蝶花楼馬楽の遺児であった顔役「森定」が挨拶もなしにと寄席に殴り込まれるトラブルが発生する。
馬楽襲名後も荒んだ生活態度が改まらず、道楽に走っていたが、才能を惜しむ小さんの後押しで1905年、雷門小助六、初代柳家小せんと共に「落語研究会」前座に抜擢され、俄然注目される。同年に真打昇進した。
人気絶頂期にあった馬楽だが、長年の遊び過ぎから健康は衰えていた。1910年3月ころに精神に異常を来すようになる。弟子も身寄りもない馬楽は、師匠小さんや友人たちの援助で養生するが、入退院を繰り返し、ついに弟の家で胃癌のために没した。死後、谷中浄名院に『馬楽地蔵』が師匠小さんによって建立された。戒名は『釈浄証信士』。
馬楽の死後、馬楽の名は弟弟子の五代目柳家小三治が後に襲名し、以後、小さんの弟子達が馬楽を名乗っている。

## 人物
連日のように吉原に通うので浅草馬道の自宅には、めぼしい家財道具や蓄えも無かった。だが、おびただしい数の書籍が箱に収められていた。
俳句も好くし『長屋の花見』のマクラに好く使われている
- 『長屋中歯を食いしばる花見かな』
- 『古袷秋刀魚に合わす顔もなし』

などの佳句を残している。

## 逸話
友人に頼んで「加藤清正蔚山に籠る。谷干城熊本城へ籠る。本間弥太郎当家の二階に籠る。」と紙に書いてもらい、それを玄関に貼って家主と交渉して家賃を負けさせたという。
「電鉄庵馬楽」の雅号も持っていた。これはこのころ東京市内を走っていた鉄道馬車が電気軌道に変わったことで「馬が楽をする」という自らの芸名に引っかけた洒落である。

## 芸歴
- 1886年 - 三代目春風亭柳枝入門、「千枝」を名乗る。
- 1887年 - 二ツ目昇進。
- 時期不明 - 師匠柳枝から破門される。
- 1897年 - 「桂市兵衛」と改名。
- 1898年 - 三代目柳家小さん一門に移籍、「三代目蝶花楼馬楽」を襲名。
- 1905年 - 真打昇進。

## 芸風
江戸前の芸風に鋭い警句をはさむ詩情豊かな高座で人気を集め、志賀直哉、岡村柿紅、久保田万太郎、岡鬼太郎、斎藤緑雨など文化人に愛された。特に歌人の吉井勇は熱心な馬楽ファンであり、俳諧亭句楽の名前にして小説（『句楽の話』）や戯曲（『狂芸人』、『句楽の死』）をはじめ、数多くの随筆（『馬楽の家』『馬楽忌』）、「いやさらに寂しかるらむ馬道の馬楽の家の春も暮るれば」「三日月は黄楊の櫛より細かりき馬楽を訪ひし夜のおもひで」という歌などを詠み追想している。

### 得意ネタ
- 『長屋の花見』
- 『雪てん』
- 『居残り佐平次』
- 『蒟蒻問答』など